# از روستا به شهر
از روستا به شهر (ترکی استانبولی: Köyden İndim Şehire) یک فیلم به کارگردانی ارتم اقیلمز است که در سال ۱۹۷۴ منتشر شد. از بازیگران آن می‌توان به کمال سونال، زکی آلاسیا، متین آکپینار، هالیت آکچاتپه، و پران کوتمان اشاره کرد.